# Kortikalisierung
Kortikalisierung (seltener auch Kortikalisation) bezeichnet entwicklungsgeschichtlich die Verschaltung von Gehirnfunktionen subkortikaler Zentren mit der Großhirnrinde (lateinisch Cortex) und deren allmähliche Verlagerung in die Großhirnrinde. Die entsprechenden Strukturänderungen des Gehirns bestehen in der Ausbildung von entwicklungsgeschichtlich jüngeren Kern- und Rindengebieten (kortikale Rinde) und in der Ausbildung von Nervenbahnen zwischen den subkortikalen Zentren und dem Großhirn.
Der Begriff Zerebralisation bezieht sich dagegen auf die Evolution des gesamten Gehirns. Die evolutionäre Ausbildung eines großen Gehirns und insbesondere eines großen, differenzierten Cortex ist eine dominierende Eigenschaft des Menschen.

## Strukturänderungen des Gehirns
Vergleichbare Änderungen subkortikaler Strukturen fanden auch im Kleinhirn statt. So besitzt das Kleinhirn eine mediale Zone, die hauptsächlich an subkortikale afferente und efferente Bahnen angebunden ist, und eine seitliche (laterale) Zone (Pontocerebellum), die primär an den Cortex angebunden ist. Beim Menschen nimmt die laterale Zone einen viel größeren Teil des Kleinhirns ein als bei den meisten anderen Säugetierarten.
Der Begriff Kortikalisierung bezieht sich sowohl auf Gehirnstrukturen als auch auf Gehirnfunktionen. Kortikalisierung hat zur Folge, dass ein Verlust wesentlicher Teile der Großhirnhirnde mit größeren Schäden für das Individuum verbunden ist. Bei der Ratte führt die operative Entfernung des Cortex zu einem Tier, das immer noch fähig ist, herumzulaufen und mit der Umgebung zu interagieren. Beim Menschen führt eine vergleichbare Cortexverletzung zu einem andauernden Koma. Nach einer Entfernung bzw. Läsion der Sehrinde vermag die Ratte mit Hilfe tiefer gelegener Zentren noch Gegenstände zu erkennen, ein Affe kann unter diesen Bedingungen noch Schatten sehen, der Mensch ist jedoch dann nicht mehr in der Lage, Lichtschein zu sehen.
Vergleicht man die drei Variablen Wachstum der Körpergröße, Wachstum der Gehirngröße und Kortikalisierung zwischen weniger entwickelten Arten wie Katze oder Ratte und komplex entwickelten Säugetieren wie Schimpanse oder Mensch, so ist der Unterschied bei der Kortikalisierung am größten.

## Kortikalisierung und Intelligenz
Entwicklungsgeschichtlich war die Kortikalisierung beim Übergang des Australopithecus zum Homo sapiens vor ca. 3,5 bis 2 Millionen Jahren wahrscheinlich stärker ausgeprägt als die Zunahme des Gehirnvolumens. Das Ausmaß der Kortikalisierung in der Entwicklung zum Homo sapiens wird als wichtiger bewertet als die Zunahme des Gehirnvolumens, da die ausgeprägte Intelligenz des Menschen allein durch die Zunahme der Gehirngröße nicht befriedigend erklärt werden kann.